# باشگاه فوتبال آق‌تپه
باشگاه فوتبال آق‌تپه (به روسی: Ақтөбе Футбол Клубы) یک باشگاه فوتبال در شهر آق‌تپه در قزاقستان می‌باشد که در لیگ برتر فوتبال قزاقستان بازی می‌کند.
این باشگاه در سال ۱۹۶۷ تأسیس شده‌است.